# Chen Zhibin
Chen Zhibin (* 21. Oktober 1962 in Shontung (Nähe Peking)) ist ein aus China stammender deutscher Tischtennisspieler und -trainer. Er wurde 1989 chinesischer Meister.

## Werdegang
Bis 2000 spielte Chen Zhibin unter der Flagge Chinas. Seit 1982 gehörte er dem chinesischen Nationalkader an. 1989 wurde er nationaler chinesischer Meister, 1990 siegte er bei den Asienspielen im Doppel mit Ma Wenge. 1989 und 1991 nahm er an der Weltmeisterschaft teil. Dabei erreichte er 1989 im Mixed mit Chen Jing das Halbfinale. Bei den internationalen Meisterschaften wurde er 1987 in Schweden sowie 1989 in China, Hongkong und Finnland Erster.
In den 1990er Jahren wurde Chen Zhibin von mehreren deutschen Bundesligavereinen verpflichtet:
- 1990–1991: ATSV Saarbrücken
- 1991–1992: TTC Grünweiß Bad Hamm[3]
- 1992–1996: Post SV Telekom Mülheim[4]
- 1996–1997: TTF Bad Honnef[5]
- 1997–1998: Post SV Telekom Mülheim[6]
- 1998–2006: TTC Zugbrücke Grenzau[7]
- 2009–2010: TTC Grünweiß Bad Hamm (2. BL)[8]

Mit Grenzau gewann er 2000 den Europapokal sowie 2001 und 2002 die Deutsche Meisterschaft.
Im Jahr 2000 nahm Chen Zhibin die deutsche Staatsbürgerschaft an.
In der Saison 2006/07 spielte er für den österreichischen Verein ASKÖ Glas Wiesbauer Mauthausen. In der Saison 2010/11 war er noch für den luxemburgischen Verein DT Ettelbruck aktiv, dann zog er sich in die Oberliga zum VfR Simmern zurück, wo er bis 2014 zusammen mit seinem Sohn Chen Delong spielte. Danach schloss er sich dem Oberligisten RSV Klein-Winternheim an.

## Trainer
Um 2004 begann er seine Arbeit als Trainer, zunächst als Spielertrainer. Arbeitsort war der Tischtennis-Bundesstützpunkt in Grenzau. Um 2011 war er als Nationaltrainer in den Niederlanden für das Damenteam bis 2014 tätig. Von 2016 bis 2018 war er Nationaltrainer des Damenteams in Singapur.

## Turnierergebnisse
| Verband | Veranstaltung      | Jahr | Ort                    | Land | Einzel        | Doppel        | Mixed      | Team |
| ------- | ------------------ | ---- | ---------------------- | ---- | ------------- | ------------- | ---------- | ---- |
| CHN     | Asian Cup          | 1989 | Peking                 | CHN  | 9             |               |            |      |
| CHN     | Asienspiele        | 1990 | Peking                 | CHN  | Viertelfinale | Gold          | Halbfinale |      |
| GER     | Pro Tour           | 2000 | Warschau               | POL  | Rd 1          | Viertelfinale |            |      |
| CHN     | Weltmeisterschaft  | 1991 | Chiba City             | JPN  | letzte 16     | letzte 32     | letzte 16  | 7    |
| CHN     | Weltmeisterschaft  | 1989 | Dortmund               | FRG  | letzte 32     | letzte 32     | Halbfinale |      |
| CHN     | WTC-World Team Cup | 1990 | Hokkaido, Aomori, Niig | JPN  |               |               |            | 2    |